# VIII съезд Коммунистической партии (большевиков) Беларуси
Восьмой съезд Коммунистической партии (большевиков) Беларуси (XIII конференция КП(б)Б). Прошёл в Минске 12-14 мая 1924 г. Присутствовало 198 делегатов с решающим и 83 с консультативным голосом от 13 975 членов и кандидатов в члены партии.

## Порядок дня
- Доклад о работе ЦКК РПК(б) (И. И. Шварц);
- Отчёты Временного Белорусского бюро ЦК РКП(б) (А. Н. Асаткин-Владимирский), Временной Контрольной Комиссии (Р. М. Венде);
- О внутренней торговле и сотрудничестве (А. Г. Червяков);
- О работе в деревне (В. В. Дьяков);
- О работе среди молодёжи (Н. С. Орехво);
- Партийно-организационный вопрос (В. А. Богуцкий);
- Выборы управляющих органов партии.

## Работа съезда
На съезде был заслушан отчёт Временного Белорусского бюро ЦК РКП(б), руководившего всей организационно-политической деятельностью по расширению БССР — официально составленный в марте 1924 г. по присоединению Витебской, Гомельской и части Смоленской губерний с большинством белорусского населения. Съезд одобрил деятельность ЦК РКП(б), расширение Белорусской ССР и работу Белбюро по созданию единого органа Коммунистической партии Беларуси. Обращается внимание на то, что при 70 % населения Беларуси в аппарате управления БССР пропорционально большое количество представителей других национальностей; В ЦИК и СНК БССР белорусов было 35,5 %, в управлениях наркоматов — 22 %, только в сельсоветах — 91 %. Съезд поставил задачи увеличить пролетарский слой в партии, добиться создания ячеек на всех промышленных предприятиях, принять в партию лучших представителей беднейшего крестьянства и сельской интеллигенции. Отмечая успехи в восстановлении промышленности и сельского хозяйства, окончание рассекречивания пролетариата, рост его численности и улучшение материального положения, съезд указывал также на разбросанность промышленных предприятий, на очень старую техническую оснащенность пролетариата. большинство из них, отсутствие путей сообщения и т. д. Он обозначил меры по вытеснению капиталистических элементов в деревне, но отметил, что 70 % крестьян составляют люди среднего класса. Главным в работе партийных организаций в деревне было сотрудничество широких крестьянских масс; обязал партийные организации обеспечить предоставление бедноте и мещанским хозяйствам дешевых кредитов и других льгот в целях укрепления крестьянских комитетов взаимопомощи. Подчеркивалась необходимость роста государственной и кооперативной торговли, освоения рынка, вытеснения частного сектора из торговли. Съезд сформулировал задачи по усилению организационной и пропагандистской работы партийных ячеек, совершенствованию руководства комсомола. Вопрос образования на съезде не рассматривался, но было отмечено, что около 70 % населения неграмотно. О низком уровне образования в республике свидетельствовал состав делегатов: 1 % с высшим образованием, 18,3 % со средним образованием, остальные с начальным образованием. Однако основное внимание уделялось необходимости изучения ленинизма. Стали создаваться центральные и районные партийные школы, при городских партийных организациях открывались вечерние партийные школы и школы политической грамотности. На съезде прозвучала идея мировой революции, которую можно ускорить своими успехами. Отдельные делегаты поднимали проблемные вопросы, например противоречивость политики НЭПа (В. Ф. Шарангович), но они не были поддержаны.

## Результаты съезда
Вместо Временного Белорусского бюро ЦК РКП(б) и Временной контрольно-выборной комиссии ЦК КП(б)Б в составе 25 членов и 7 кандидатов, ЦК — 16, Центральная ревизионная комиссия из 5 членов. На пленуме 15 мая 1924 года избрано Бюро ЦК КП(б)Б в составе: И. А. Адамович, А. М. Асаткин-Владимирский, В. В. Дьяков, Ф. Д. Медведь, В. П. Трунтаев, Ш. Ш. Ходош, А. Р. Червяков и секретарь ЦК КП(б)Б — А. М. Асаткин-Владимирский.